# UTC+05:45
UTC+5:45 est un fuseau horaire, en avance de 5 heures et 45 minutes sur UTC.

## Zones concernées

### Toute l'année
Les zones suivantes utilisent UTC+05:45 toute l'année:
- Népal.

### Heure d'hiver (hémisphère nord)
Aucune zone n'utilise UTC+05:45 pendant l'heure d'hiver (dans l'hémisphère nord) et UTC+06:45 à l'heure d'été.

### Heure d'hiver (hémisphère sud)
Aucune zone n'utilise UTC+05:45 pendant l'heure d'hiver (dans l'hémisphère sud) et UTC+06:45 à l'heure d'été.

### Heure d'été (hémisphère nord)
Aucune zone n'utilise UTC+05:45 pendant l'heure d'été (dans l'hémisphère nord) et UTC+04:45 à l'heure d'hiver.

### Heure d'été (hémisphère sud)
Aucune zone n'utilise UTC+05:45 pendant l'heure d'été (dans l'hémisphère sud) et UTC+04:45 à l'heure d'hiver.

## Géographie
Le Népal est l'une des deux régions du monde où le décalage de l'heure légale par rapport à UTC n'est pas un nombre entier de demi-heures (l'autre étant UTC+12:45).
UTC+5:45 est une approximation de l'heure solaire moyenne de Katmandou, la capitale du pays, qui est en avance de 5 h 41 sur UTC (27° 43′ N, 85° 22′ E).

## Historique
Avant 1986, le Népal était situé dans le fuseau horaire UTC+5h40. Il fut alors déplacé vers le fuseau UTC+5h45, le multiple d'un quart d'heure d'UTC le plus proche de l'heure locale de la capitale Katmandou.